# Tipula (Tipula) orientalis
Tipula (Tipula) orientalis is een tweevleugelige uit de familie langpootmuggen (Tipulidae). De soort komt voor in het Palearctisch en Afrotropisch gebied.